# Портреты Бенвенуто Челлини
Характеристики биометрии лица Бенвенуто Челлини (1500—1570) в настоящее время достаточно чётко установлены на основе анализа его прижизненных изображений. Однако несколько псевдо-портретов Бенвенуто Челлини, выполненных художниками XVII—XX веков по мотивам литературных описаний его внешности, до сих пор затрудняют опознавание Челлини среди персонажей произведений изобразительного искусства. 

## Портрет Бенвенуто Челлини на фреске Вазари
Образ Челлини, соответствующий его реальному внешнему облику, находится на групповом портрете среди лиц других художников, инженеров и скульпторов двора Великого Герцога Тосканского Козимо Первого Медичи выполненном Джорджо Вазари в 1563 году. Этот групповой портрет расположен на фреске, которая находится во флорентийском Палаццо Веккио в так называемом «уголке Папы Римского Лео Х» (Quartiere di Leon X). Из-за круглой формы этой фрески за ней закрепилось название «тондо».Прямо под изображением Челлини, представленного на тондо в его старческом возрасте, имеется надпись «Benvenuto SCVL».
Всего Вазари изобразил на своем произведении 11 человек: Триболо (Niccolo di Raffaello di Nicolo dei Pericoli), Тассо (Giovanni Battista del Tasso), Нанни Унгеро (Nanni Unghero), Сан Марино (San Marino), Джорджо Вазари (Giorgio Vasari), Баччо Бандинелли (Baccio Bandinelli), Бартоломео Амманати (Bartolomeo Ammanati), Бенвенуто Челлини (Benvenuto Cellini) и Франческо Ди сер Джакопо (Francesco Di ser Jacopo).
Девять из одиннадцати персонажей идентифицированы самим Вазари в его записках или в подписях, расположенных прямо на фреске. Единственный портрет, который Джорджо Вазари не отметил на своей фреске, принадлежит Люка Мартини (Luca Martini). 

### Портрет Бартоломео Амманати ошибочно атрибутированный как портрет Бенвенуто Челлини

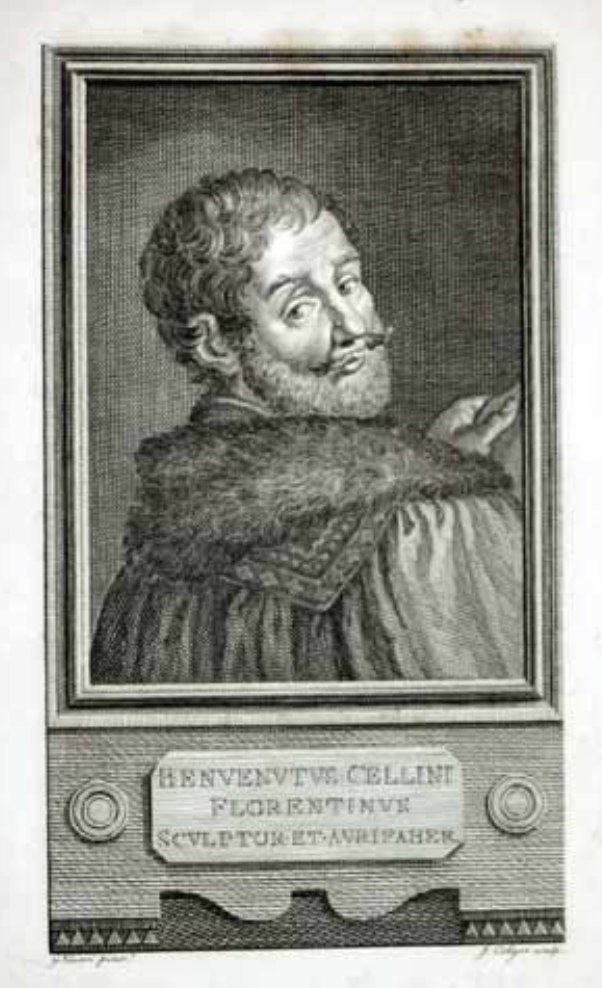
Кольер, Джозеф. Портрет Бенвенуто Челлини. Гравюра. 26.5 cm х 14 cm. (1771) Национальная Библиотека, Вена. номер 8191345

В 1891 году французский книгоиздатель Эжен Плон (Eugene Plon) поставил под сомнение идентификацию персонажей, представленных на фреске Вазари, которая считалась незыблемой с момента создания фрески в XVI веке Несмотря на наличие подписей под портретами, выполненных самим Вазари, Плон выразил сомнение в их точности. В результате своих размышлений, Плон пришел к выводу, что «настоящий» Челлини представлен на портрете, который ранее был известен как портрет Бартоломео Амманати. Точка зрения Эжена Плона была воспринята его современниками и доминировала в общественном сознании на протяжении 80 лет. Лишь в 1971 году исследования, предпринятые Шандлером Кирвином подтвердили правильность предыдущей идентификаций персонажей, представленных на тондо, и, соответственно, исследования Шандлера Кирвина опровергли атрибуции Эжена Плона. 

### Портрет Джорджо Вазари, ошибочно определённый как портрет Бенвенуто Челлини
В конце XVIII века появилась третья версия внешнего облика Челлини, представленного на фреске из Палаццо Веккио. Эта версия принадлежит авторству британского художника и гравера Джозефа Кольера (Joseph Collyer) (1748 −1827). В соответствии со свидетельством Франческо Тасси, сделанным им в 1829 году, Кольер получил заказ на гравюрный портрет Челлини от британского издательства «Нугент» (Nugent) в 1771 году. В поисках правильного прототипа внешности Челлини для своего портрета, Кольер обратился к тондо Вазари. К сожалению, Кольер ошибся в своем выборе среди 11 персонажей фрески: британский художник принял автопортрет Джорджо Вазари, также расположенный на этой фреске, за изображение своего героя. «Челлини» по ошибочной версии Кольера, представлен в самом низу тондо, беседующим с Франческо Ди Сер Джакопо, и повернувшимся к зрителю через правое плечо.

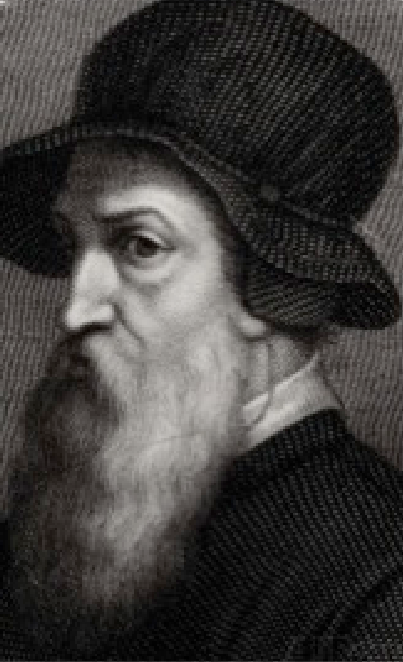
Морген, Рафаэлло (1758—1883) портрет Бенвенуто Челлини. Гравюра. (1822)

### Портрет Бенвенуто Челлини Рафаэлло Моргенa
Через два с половиной столетия после создания тондо Вазари в Палаццо Веккио, итальянский художник Раффаело Санцио Морген (Raffaello Sanzio Morghen) (1758—1833) использовал портрет Челлини представленный на тондо в качестве прототипа для своей гравюры «Портрет Бенвенуто Челлини» Гравюрный портрет работы Моргена получил наибольшее распространение в среде книжных издательств своего времени. 

## Автопортреты Бенвенуто Челлини

### Автопортрет Бенвенуто Челлини на бюстe Козимо I Медичи

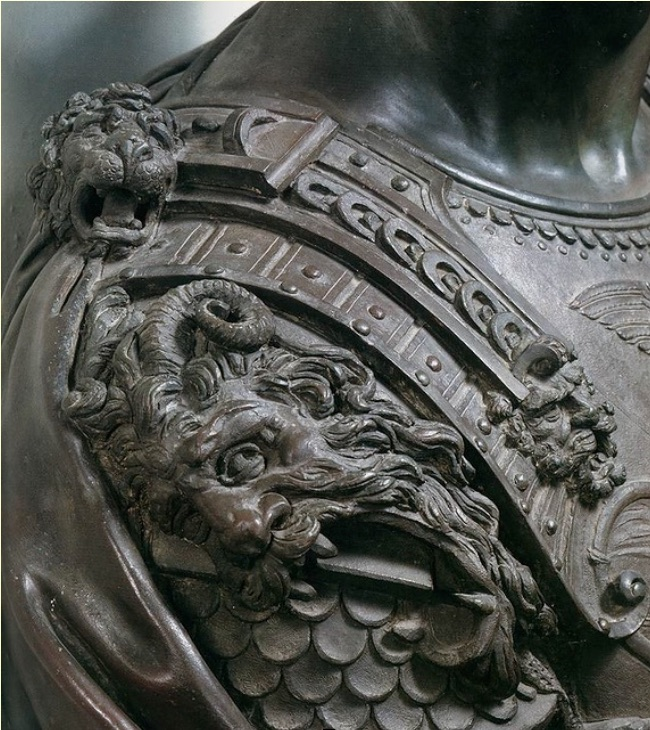
Челлини, Бенвенуто. Бюст Козимо I. бронзовый (1545). Музей Барджелло, Флоренция. Деталь: портрет Челлини

Вскоре после своего возвращения из Франции в родную Флоренцию в 1545 году, Бенвенуто Челлини создал большой бронзовый бюст Великого Герцога Тосканского Козимо Первого Медичи. Среди иных декоративных элементов этого бюста, Челлини разместил свой собственный гротескный автопортрет. Голова на правом плече доспехов герцога представляет собой синтез биометрических компонентов присущих льву, сатиру и человеку. В целом изображение головы имеет выраженный антропоморфный характер, поэтому индивидуальные особенности биометрии лица Челлини легко узнаваемы на этом портрете.

Выбор Челлини в качестве прототипов для своего гротескного автопортрета льва и сатира не случаен. Образ льва служит аллюзией на собственную характеристику, к которой Челлини неоднократно обращается в автобиографии. Челлини описывает свой характер и внешность уподобляя их характеру и внешности льва.

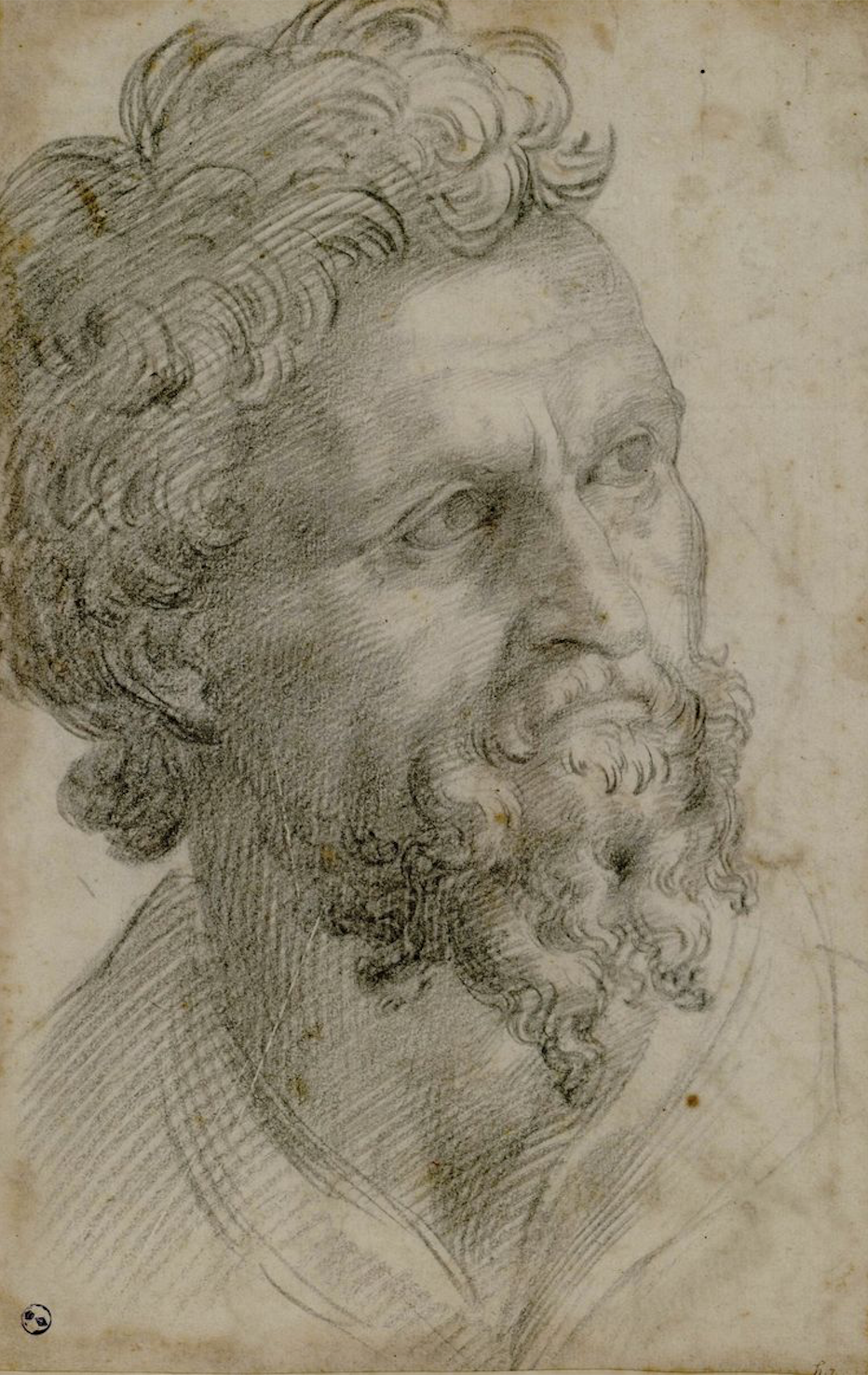
Челлини, Бенвенуто. Автопортрет. 28.3 см на 18.5 см. Бумага, графит (1540—1543) (?) Королевская Библиотека, Турин

Представляя себя в образе Сатира, Челлини прямо относит зрителя к своему известному прозвищу: «Дьяболо», (то есть Дьявол, Черт). Из текста его собственной книги известно, что Челлини гордился подобными характеристиками, он охотно принимал прозвище «дьяболо» по отношению к себе и неоднократно цитировал это прозвище в своем тексте. 
Впрочем, исследователь творчества Челлини Джон Уидхам Поуп-Хеннесси полагал, что рожки сатира на доспехе герцога имеют отношение к зодиакальному знаку Козимо Медичи — Козерогу.

### Автопортрет Бенвенуто Челлини, набросок из Королевской Библиотеки Турина
В собраниях Королевской Библиотеки Турина (Biblioteca Reale di Torino) находятся несколько набросков, выполненных рукой Бенвенуто Челлини. Эти этюды размещены на обеих сторонах одного листа бумаги размером 28.3 cм х 18.5 cм.
На лицевой стороне бумажного листа расположен автопортрет Челлини, выполненный графитом, а на обороте представлены наброски мужского тела, сделанные пером и чернилами. Кроме рисунков на страницах листа имеется несколько рукописных автографов Челлини.

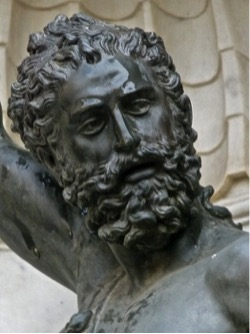
Челлини, Бенвенуто. Юпитер. Бронза, 98 см. Постамент «Персея», Лоджия Дей Ланци, Флоренция.

### Автопортрет Челлини на затылке Персея
В соответствии с флорентийской традицией бронзовая маска на затылке Персея представляет собой автопортрет Бенвенуто Челлини. Современные исследования подтверждают эти данные.

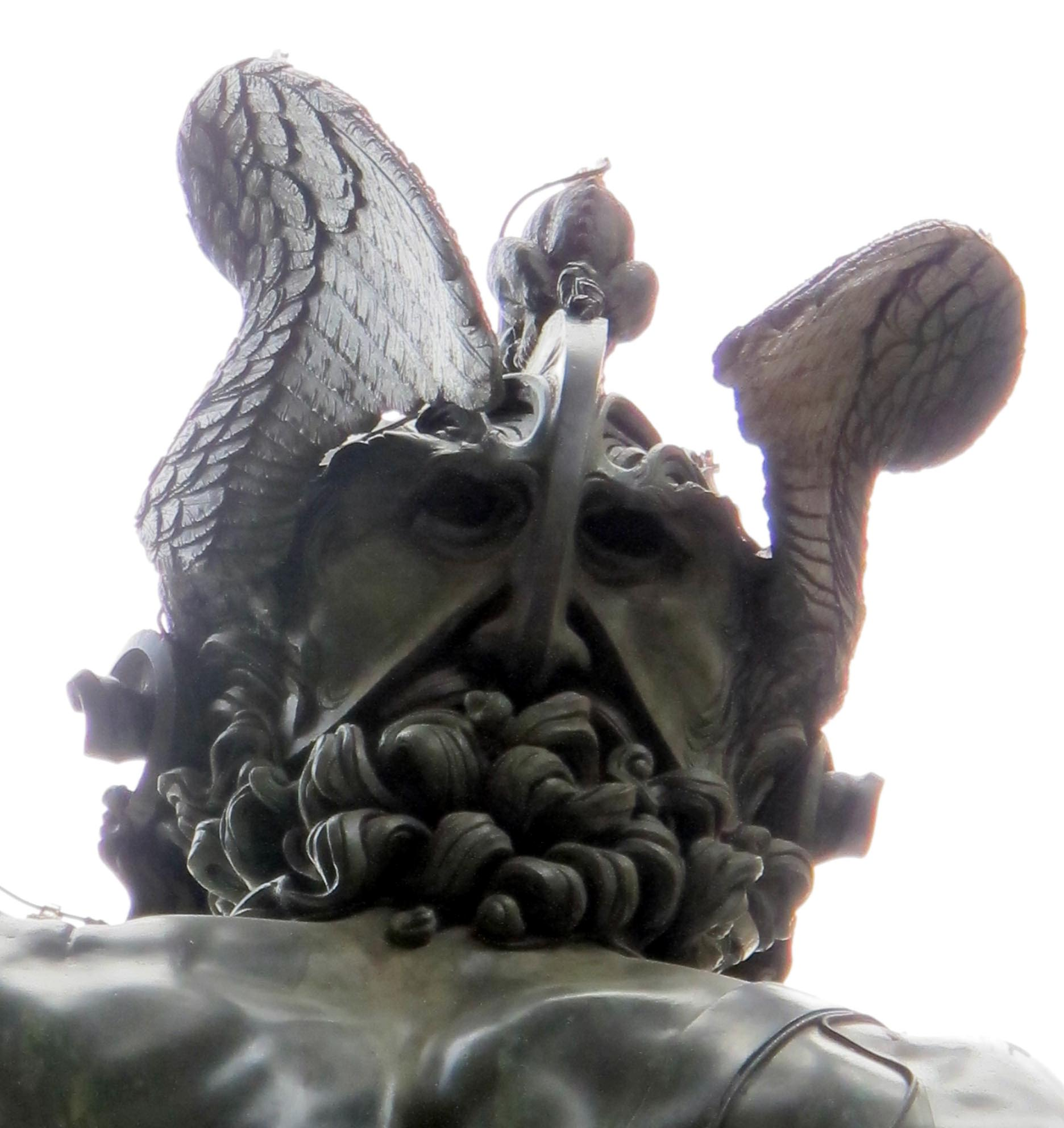
Челлини, Бенвенуто. Персей. Бронза, (1543) Лоджия Дей Ланци, Флоренция. Деталь: Автопортрет на затылке Персея

### Живописный автопортрет Бенвенуто Челлини
Челлини, изображенный на живописном портрете, выглядит старше своего образа представленного на наброске из Турина. Судя по ещё не ввалившимся щекам, в то время когда был выполнен туринский набросок, Челлини ещё не утратил коренные зубы.
Живописный портрет по технике своего исполнения и материалам, использованным для его создания, также относится к наброскам. 
Техника набросков, выполненных маслом на плотной бумаге была популярна среди итальянских художников Высокого Возрождения и Маньеризма
Круглая шапочка из красного бархата соотносит автопортрет Челлини с изображением Святого Макария Великого, хорошо известного в эпоху проторенессанса и ренессанса персонажа со знаменитой фрески «Триумф Смерти» (Кампо Санто, Пиза).

### Автопортреты Бенвенуто Челлини в образах Юпитера (Персей) и Океана (Солонка Короля Франциска)
Надпись «TE FILI SIQUIS LAESERIT ULTOR ERO» высечена над нишей в постаменте «Персея» в которой расположена бронзовая статуя «Юпитера». Эта надпись имеет ярко выраженную личную коннотацию скульптора. Биометрические пропорции лица Юпитера, в значительной степени идеализированные, совпадают с пропорциями лица Нептуна (Океана), персонажа композиции «Солонки Короля Франциска Первого», также выполненной Бенвенуто Челлини. Золотая солонка была изготовлена Челлини между 1540 и 1543 годами в Париже, то есть, примерно на десять лет раньше, чем был отлит бронзовый «Юпитер» во Флоренции. 
Лица обоих персонажей имеют сходство с обликом самого Челлини.

## Портрет Бенвенуто Челлини на порфировом камне
Французский книгоиздатель XIX века Эжен Плон не только ошибочно идентифицировал персонажей изображенных на тондо Вазари в Палаццо Веккио, но и ввел в поле общественного внимания небольшой медальон, известный сегодня как «Порфировый Портрет Бенвенуто Челлини Архивная копия от 18 октября 2018 на Wayback Machine». В своей книге Плон писал: 
«М(есье) Эжен Пиотт оказал нам большую услугу, передав в наши руки портрет, выполненный на порфире, который имеет надпись на обороте сделанную серебряными буквами следующего содержания: „Бенвенуто Челлини, рождённый Джованни ди Андреа и Мария Лизабетта ди Стефано Граначчи в день всех святых 1500 года“».

В настоящее время медальон находится в собрании французского Национального Музея Ренессанса. Авторство медальона атрибутировано Франческо Сальвиати.

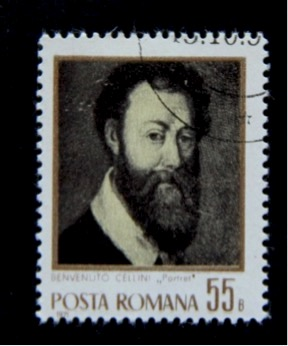
Почтовая марка с портретом Бенвенуто Челлини, выпущенная почтой Румынии в 1971 году по случаю 400-й годовщины со дня смерти Бенвенуто Челлини.

Плон относит создание этого круглого портрета диаметром 8,5 см к первой половине XVI века. Плон уверен, что этот маленький круглый артефакт и есть тот самый портрет Челлини, который был упомянут флорентийским нотариусом в посмертной описи имущества Бенвенуто Челлини. Французский издатель утверждает, что «несколько портретов, написанных на порфировом камне, хранятся в Галерее Питти», и что «все они одинаковы по времени создания» . Однако, современные исследования опровергают эти утверждения. Известно лишь о двух портретах на порфире, на одном из них представлен якобы «Бенвенуто Челлини», а на другом «Фердинандо Первый, Медичи». Кроме того, в посмертной нотариальной описи имущества Челлини упомянут живописный портрет Бенвенуто Челлини, расположенный на стене вестибюля.
В 1971 году, в связи с четырёхсотлетием со дня смерти Бенвенуто Челлини, Государственная Почта Румынии выпустила почтовую марку, для оформления которой «порфировый портрет Челлини» послужил основой.
Однако, в 2007 году на торгах парижского аукционного дома «Друо» был продан живописный портрет некоего «Месье Строцци». Авторство этого произведения атрибутировано неизвестному последователю художника Корнелия Лионского.

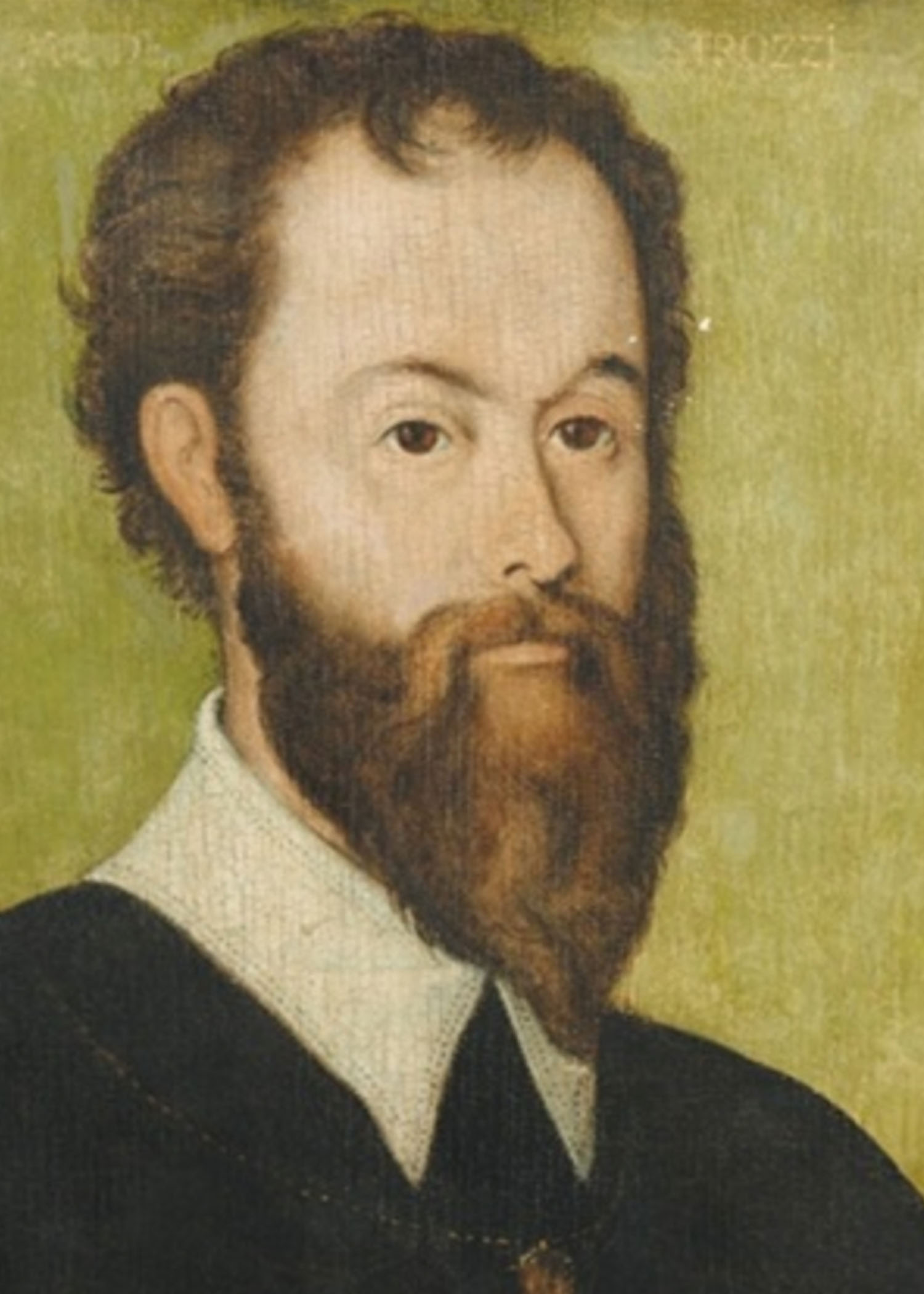
Неизвестный последователь Корнелия Лионского. Портрет Месье Строцци. Частная коллекция.

Портрет, проданный на торгах Друот идентичен «порфировому портрету Челлини». Артефакт, проданный на торгах «Друо» подписан, персонаж портрета четко определён как «Месье Строцци» а не Бенвенуто Челлини. 

### Портрет Бенвенуто Челлини Зокки-Аллегрини

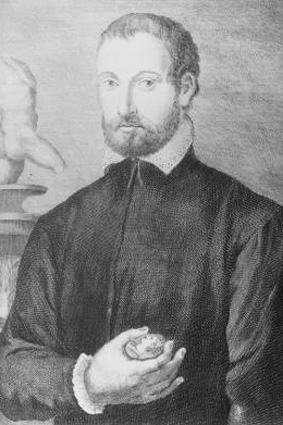
Аллегрини, Франческо. "Портрет Бенвенуто Челлини. Гравюра, 29.5 cм х19.2 cм. Гравюра выполнена по рисунку Джузеппе Дзокки. Австрийская Национальная Библиотека.

После того, как широкая европейская публика во второй половине XVIII века заново открыла для себя Бенвенуто Челлини, многие художники и граверы получили заказы от книгопечатных издательств на исполнение его портретов с целью иллюстрации издаваемых книг.
Среди первых гравюр, появившихся на этой волне интереса к личности Челлини оказалась гравюра итальянского мастера Франческо Аллегрини, созданная в 1762 году. Известно, что Аллегрини при создании своей гравюры пользовался рисунком Джузеппе Дзокки (1711—1767).

## Образы Бенвенуто Челлини в работах других мастеров

### Скульптура Жан-Жака Фешера
Французский скульптор Жан-Жак Фешер (1807—1852) выполнил небольшую бронзовую скульптуру «Челлини» в 1837 году. Этот портрет имеет сходство с персонажем Вазари, изображенным на тондо в Палаццо Веккио. 

### Кубок братьев Маррель
Золотых дел мастера и компаньоны Антуан-Бенуа-Рош (Antoine-Benoit-Roch) и Жан-Пьер-Назар (Jean-Pierre-Nazaire) Маррель (Marrel) создали свой кубок в 1838 году на волне вдохновения от так называемой «Агсбургской чаши» ошибочно атрибутированной Бенвенуто Челлини. «Челлини» братьев Маррель похож на Бенвенуто Челлини с тондо Вазари.

### Бюст Челлини Винченцо Гаджасси

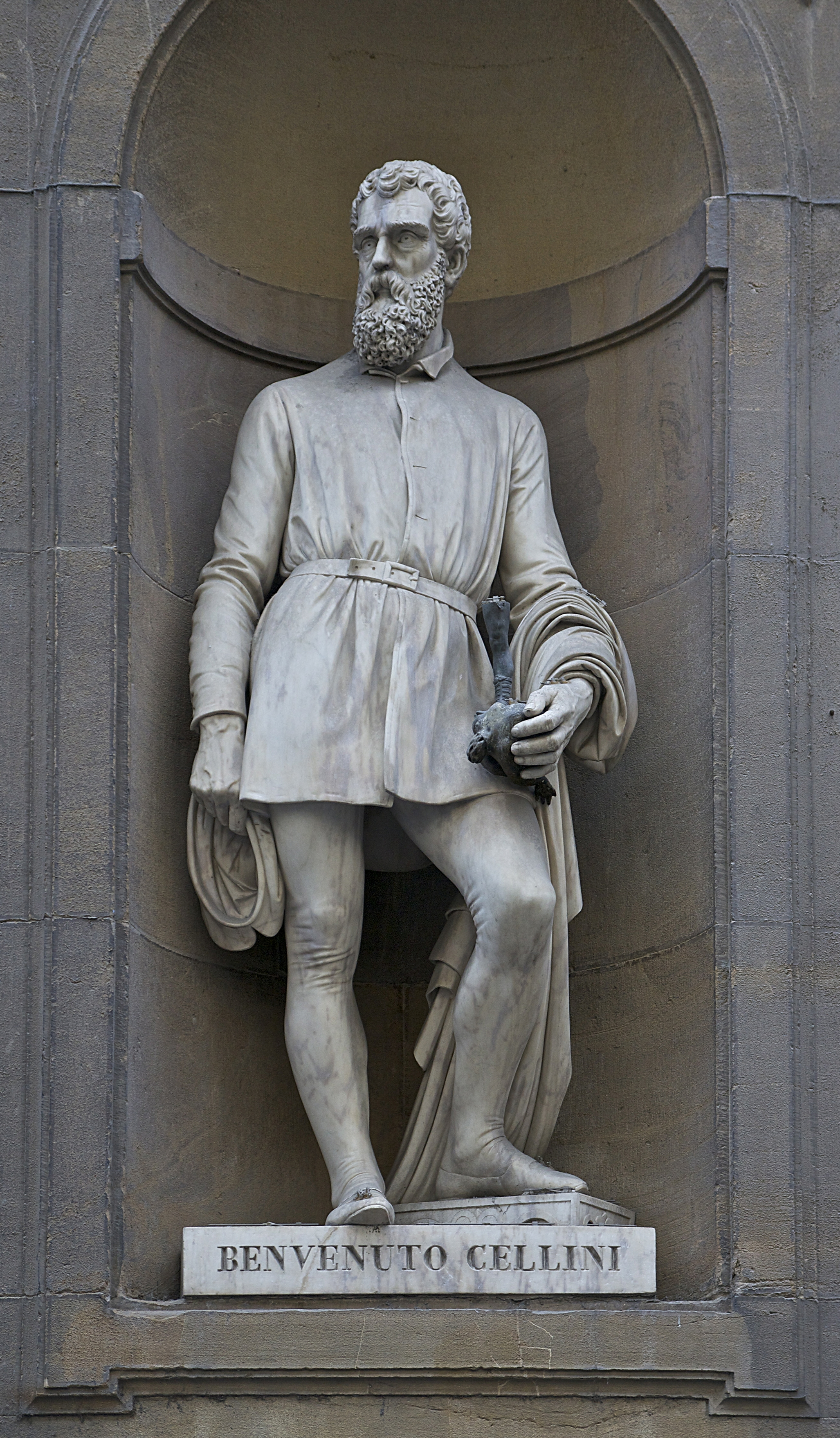
Камби, Улисс. «Бенвенуто Челлини». Двор галереи Уффици, Флоренция.

Итальянский скульптор Винченцо ди Марко Фабио Аполлони (Vincenzo di Marco Fabio Apolloni), по прозвищу «Гаджасси»(‘Gajassi’) создал мраморный бюст Бенвенуто Челлини в 1844 году. В этом же, 1844 году бюст был подарен Капиталийским Музеям в Риме. Скульптор принял образ Челлини на тондо Вазари в качестве модели для своего портрета.

### Скульптура Улисса Камби
Архитектор Джорджо Вазари и его последователь, Бернардо Буонтолетти оставили 28 незаполненных ниш в стенах колоннады дворца Уффици. В одной из этих ниш 24 июня 1845 года был установлен скульптурный портрет Челлини работы Улиссe Камби (Ulisse Cambi) (1807—1895).Этот портрет является плодом воображения его автора. Интерпретация облика Челлини, предложенная Камби, стала объектом острой критики со стороны современников. 

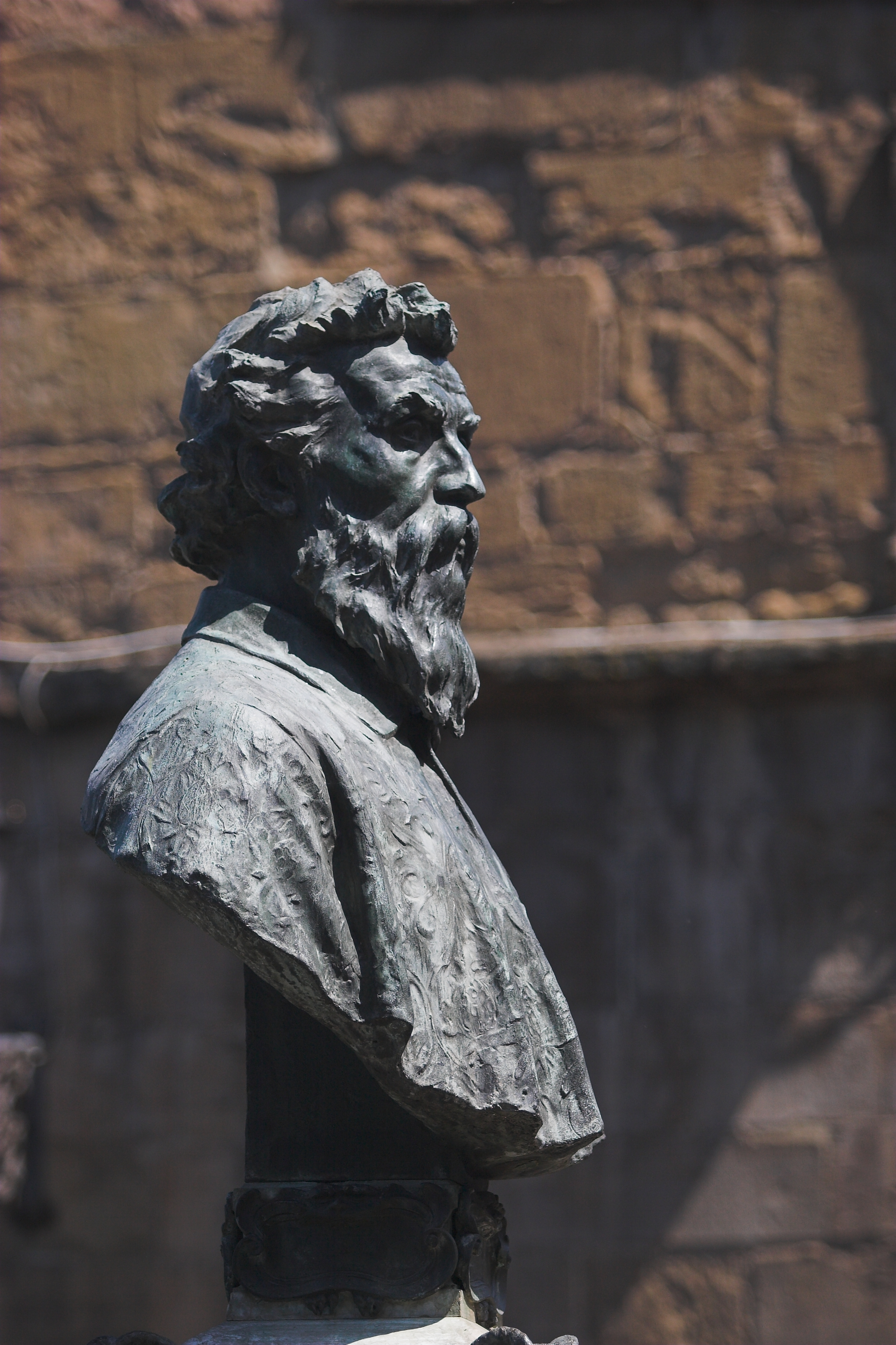
Романелли, Рафаелло. «Бюст Бенвенуто Челлини» (1900). Старый мост, Флоренция.

### Бюст Рафаэлло Романелли
Бюст Бенвенуто Челлини, выполненный скульптором Рафаелло Романелли (Raffaello Romanelli) был размещен в самом центре Понтe Веккио в 1901 году. Известно, что Романелли придал своему герою сходство с чертами собственного лица. 

## Стилистические отличия автопортретов и портретов Бенвенуто Челлини
Все выявленные автопортреты Бенвенуто Челлини соответствуют его литературному автопортрету, представляя автора в качестве героической личности. Героизм художественным изображениям придается путем использования приема, открытого Микеланджело, и известного как «Террибилита»: сведенные брови, уверенный взгляд.
Внешность Челлини имеет характерные признаки, некоторые из них можно определить как «отличительные приметы»:
- широкие скулы
- слабо развитая нижняя челюсть, несколько выдающаяся вперед. Нижняя губа перекрывает верхнюю;
- у Челлини крупный нос, тонкий и прямой в переносице, с утолщением и небольшой ямкой на конце;
- глаза кажутся близко посаженными к переносице. Цвет глаз — серый, с зелёным оттенком;
- форма век миндалевидная;
- брови в реальности довольно густые, хотя на некоторых автопортретах Челлини стремился изобразить их менее выраженными;
- Челлини рано начал лысеть, но этот процесс несколько замедлился к старости. Тем не менее, к своим 50 годам Бенвенуто Челлини уже потерял волосы на верхней части головы;
- кисти рук у Челлини тонкие и сильные;
- у Бенвенуто Челлини на протяжении всей жизни сохранялся атлетический склад фигуры, и хорошая осанка.
- Челлини склонен к идеализации и героизации своих черт.